# Юнисов, Александр Николаевич
Александр Николаевич Юнисов, он же Ахмед М. Юнисов и Ахмет Юнисов (род. 26 октября 1929, д. Ендовищи, Татарский р-н, Нижегородский округ, Нижегородский край, СССР; год смерти не установлен, умер в Москве) — советский футболист, защитник.

## Карьера
Воспитанник юношеской команды «Спартак» Москва. За свою карьеру выступал в советских командах «Спартак» (Москва), «Химик» (Москва), «Красное знамя» / «Текстильщик» (Иваново), «Труд» (Раменское) и «Сатурн» (Раменское). За главную команду «Спартака» провёл два матча в Кубке СССР 1950 года (в 1/8 финала и в 1/4 финала), а в чемпионате СССР не играл. За «Химик» и за ивановскую команду играл в Классе «Б», то есть втором по силе дивизионе советского футбола.

## Достижения
- Победитель Кубка СССР (1950)